# Helsingen
Se även Helsingen (1994–2009)

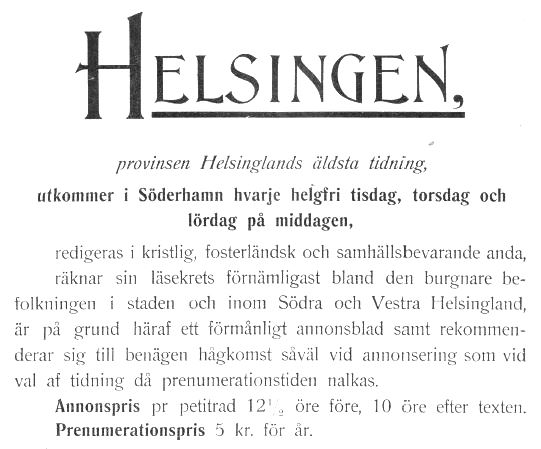
Helsingen, reklam från 1902.

Helsingen var en konservativ tidning i Söderhamn, utgiven 1857–1928.
Helsingen hade sitt ursprung i veckobladet Helsi, tidning för Helsingland vilken uppsattes av hemmansägaren Lars Bergroth och utgavs 1847–1857. Helsi fick 1857 sin efterföljare i veckobladet Helsingen, vilken utgavs av bokhandelseleven Anton Landin på dennes tryckeri. Efter ett kortare uppehåll sommaren 1859 återkom den under namnet Nyare Helsingen, vilket 1863 förkortades till Helsingen. Under åren 1865–1882 var namnet Nya Helsingen och därefter fram till nedläggningen åter Helsingen.
Tidningen, som utkom tre dagar i veckan, hade strängt konservativ och högkyrklig inriktning, redigerades 1859–1863 av Karl Oskar Landin, därefter en tid av sonen Anton Landin och 1863–1865 av Karl Ekström. Skolläraren och organisten August Österlund redigerade tidningen 1869–1898, därefter hans svägerska Helfrid Norell (änkan Cristina Österlund var ansvarig utgivare) och efterträddes i sin tur 1913 av Magnus Myrström. 
Helsingen var länge den enda tongivande tidningen i Söderhamn. Den hade en viktig roll i stadens andliga liv genom sin iver för nykterhetssaken och sitt intresse för Söderhamns och Hälsinglands kulturhistoria och en viktig medarbetare var Vilhelm Engelke. På grund av konkurrensen från Söderhamns Tidning, Söderhamns-Kuriren och (bland arbetarbefolkningen) Hälsinglands Folkblad nedlades dock Helsingen 1928.